# بیومتریال
زیست‌ماده یا بیومتریال (به انگلیسی: Biomaterial) به ماده‌ای با منشأ مصنوعی یا طبیعی گفته می‌شود، که به منظور بهبود، درمان، التیام یا جایگزینی بافت موجودات زنده به کار می‌رود.
زیست‌مواد به عنوان یک علم حدود ۵۰ سال است که مطرح شده‌است. علم بیومتریال شامل مباحثی از علوم پزشکی، زیست‌شناسی، شیمی، مهندسی بافت و علم مواد می‌شود.
توجه کنید که زیست ماده با ماده بیولوژیکی فرق دارد، همانند استخوان که در یک دستگاه زیستی ساخته می‌شود.

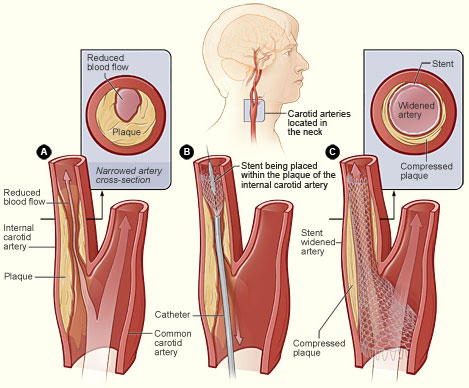
یک استنت سرخرگ که از جنس آلیاژ حافظه دار است،انتخاب مواد موردنظر برای آلیاژ نیازمند تسلط بر مباحث علم مواد و زیست‌شناسی می‌باشد

بیومتریال‌ها می‌توانند از طبیعت گرفته شوند یا در آزمایشگاه‌ها به وسیله به کار بردن آلیاژهای فلزی، سرامیک‌ها، پلیمرها و کامپوزیت‌ها با روش‌های شیمیایی گسترده ساخته شوند، آن‌ها غالباً برای اقدام‌های پزشکی استفاده می‌شوند یا ساخته می‌شوند و بدین ترتیب شامل یک قسمت یا کل یک ساختار زنده یا یک ابزار پزشکی هستند که یک کارکرد طبیعی را انجام بدهد، تکمیل کند یا جایگزین آن شود.
بعضی از کارکردها شاید ظریف باشند، مانند استفاده شدن در دریچهٔ قلب، یا شاید زیست فعال باشند با تعامل کاربردی بیشتر مثل هیدروکسی آپاتیت که ایمپلنت‌های مفصل ران را پوشش می‌دهد. بیومدیکال‌ها هم چنین هرروزه در سازه‌های دندانی، جراحی و دارورسانی استفاده می‌شوند. به‌طور مثال یک سازهٔ آغشته به محصولات دارویی می‌تواند در یک بدن جای بگیرد، که اجازه می‌دهد این دارو مدت جذب بیشتری داشته باشد و در مدت زمان طولانی تری جذب شود.
انتخاب مواد صحیح برای کاشت و پیوند در بدن انسان، یکی از حساس‌ترین و مشکل‌ترین عملیات است.
به‌طور کلی زیست‌مواد باید دارای خصوصیات زیر باشند:
- از نظر شیمیایی خنثی باشند.
- اثر سوء بر بافت‌های مجاور نداشته باشند.
- طول عمر آن‌ها زیاد باشد.
- استحکام خستگی بالا داشته باشند.
- بر فرایندهای متابولیسم آزاد بدن تأثیر مخرب نداشته باشند.

عوامل فوق «فاکتورهای سازگاری زیستی» نامیده می‌شوند.

## کانی‌سازی زیستی (بیومتریالیزیسیون)
کانی‌سازی زیستی به وسیلهٔ موجودات زنده‌ای که مواد معدنی تولید می‌کنند انجام می‌پذیرد، اغلب برای سفت یا سخت کردن بافت‌های موجود در بدن. بعضی از این بافت‌ها کان‌بافت نامیده می‌شوند.
این یک پدیدهٔ به شدت گسترده‌است؛ تمام شش طبقه‌بندی قلمروها شامل اعضایی می‌شوند که قادرند مواد معدنی تولید کنند و بیشتر از ۶۰ نوع مواد معدنی متفاوت در موجودات شناخته شده‌است. مثال‌ها شامل سیلیکات‌ها در جلبک‌ها و دیاتوم‌ها، کربنات‌ها در بی مهرگان و کلسیم فسفات‌ها و کربنات‌ها در مهره داران است. این مواد طبیعی معمولاً ساختار ظاهری را شکل می‌بخشند، مانند صدف‌ها و استخوان‌ها در پرندگان و پستانداران. موجودات زنده بیش از ۵۵۰ میلیون سال است که اسکلت معدنی تشکیل می‌دهند. مثال‌های دیگر مانند کانسار یا ته‌نشین‌های مس، طلا و آهن است که شامل باکتری می‌شود. مواد معدنی بیولوژیک غالباً استفاده‌های خاصی مانند سنسورهای مغناطیسی در باکتری‌های مغناطیسی دارند، دستگاه‌های احساس جاذبه و ذخیرهٔ آهن و تحرک.
انتخاب بیومواد
تمام موادی که در پزشکی برای کاشتن یا مصرف به کار می‌روند، از جنس فلزات، پلیمرها، سرامیک‌ها و کامپوزیت‌ها یا ترکیبی از مواد مذکور می‌باشند. جایگزینی بافت با مواد مصنوعی از طریق انتخاب ماده ای که خواص فیزیکی-مکانیکی آن بسیار شبیه و نزدیک به بافت طبیعی است، به انجام می‌رسد. برای کاربردهایی در رابطه با بافت نرم (پوست، زردپی، بند یا رباط، پستان، چشم، سیستم عضلانی و صورت) بسپارهای طبیعی یا مصنوعی برای جایگزینی بافت صدمه دیده استفاده می‌شود. فلزات، سرامیک‌ها و کامپوزیت‌ها به‌طور گسترده‌ای برای جایگزینی یا تقویت و مستحکم سازی دندان و استخوان به کار می‌رود.
ضریب کشسانی و استحکام بافت‌های نرم معمولاً کمتر از ۱۰۰ مگا پاسکال است؛ بنابراین پلیمرها با داشتن استحکام مشابه و استحکام کشسانی کمی بالاتر متداولترین ماده برای جایگزینی این نوع بافت‌ها به‌شمار می‌آیند. برعکس استخوان دارای استحکام کششی بالاتری است و ضریب کشسانی آن خیلی بیشتر از ضریب کشسانی بافت نرم می‌باشد. از آنجا که پلیمرها دارای ضریب کشسانی حدود ۱۰ گیگا پاسکال نمی‌باشند آلیاژهای فلزی، سرامیک‌ها و کامپوزیت‌های تقویت شده با رشته برای جایگزینی استخوان مصرف می‌شوند.

## خودسامانی (خود مونتاژ)

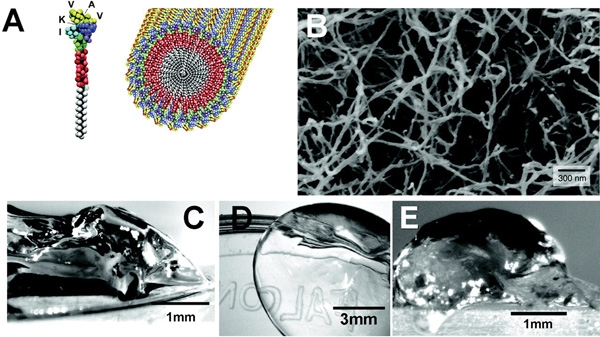
پپتید خودسامانده برای بافت‌های عصبی

خودسامانی رایج‌ترین عنوان به کار گرفته شده در جامعهٔ علمی امروز، به معنای تجمع هم‌زمان اجزای مختلف مثل اتم‌ها، مولکول‌ها، کلوییدها و میسل‌ها بدون هرگونه اعمال خارجی می‌باشد.
گفته شده‌است که کثیری از این دسته مواد از لحاظ ترمودینامیکی ثابت، ساختاری با آرایه تعیین شده و یادآور یکی از ۷ سیستم کریستالی که در متالورژی و کانی‌شناسی کشف شده‌است، می‌باشند. فرق اساسی در این مواد توازن فضایی آن‌ها در اندازه هر سلول واحد یا شبکه بلور آن‌ها می‌باشد.
خود مونتاژ به‌طور گسترده در سیستم‌های بیولوژیکی دیده می‌شود و جزو اصول پایه دربسیاری از سیستم‌های پیچیده بیولوژیکی می‌باشد. این مولکول‌ها در واقع ظهور یک ردهٔ جدید بیومتریال‌های استوار بر ویژگی‌های ریزساختاری در طبیعت می‌باشند. این مولکول‌ها هم چنین در نانوتکنولوژی و سنتزهای شیمیایی بسیار نو ظهور و کاربردی هستند. کریستال‌های مولکولی، کریستال‌های مایع کولوئیدها و میسل‌ها، امولسیون‌ها و پلیمرهای خود-مجزا فیلم‌های نازک و خود-تشکیل‌های تک لایه مثال‌هایی از این مولکول‌ها هستند. ویژگی متمایزکننده این‌ها خود سازمان دهی می‌باشد.

## کاربرد
بیومتریال‌ها در موارد زیر استفاده می‌شوند:

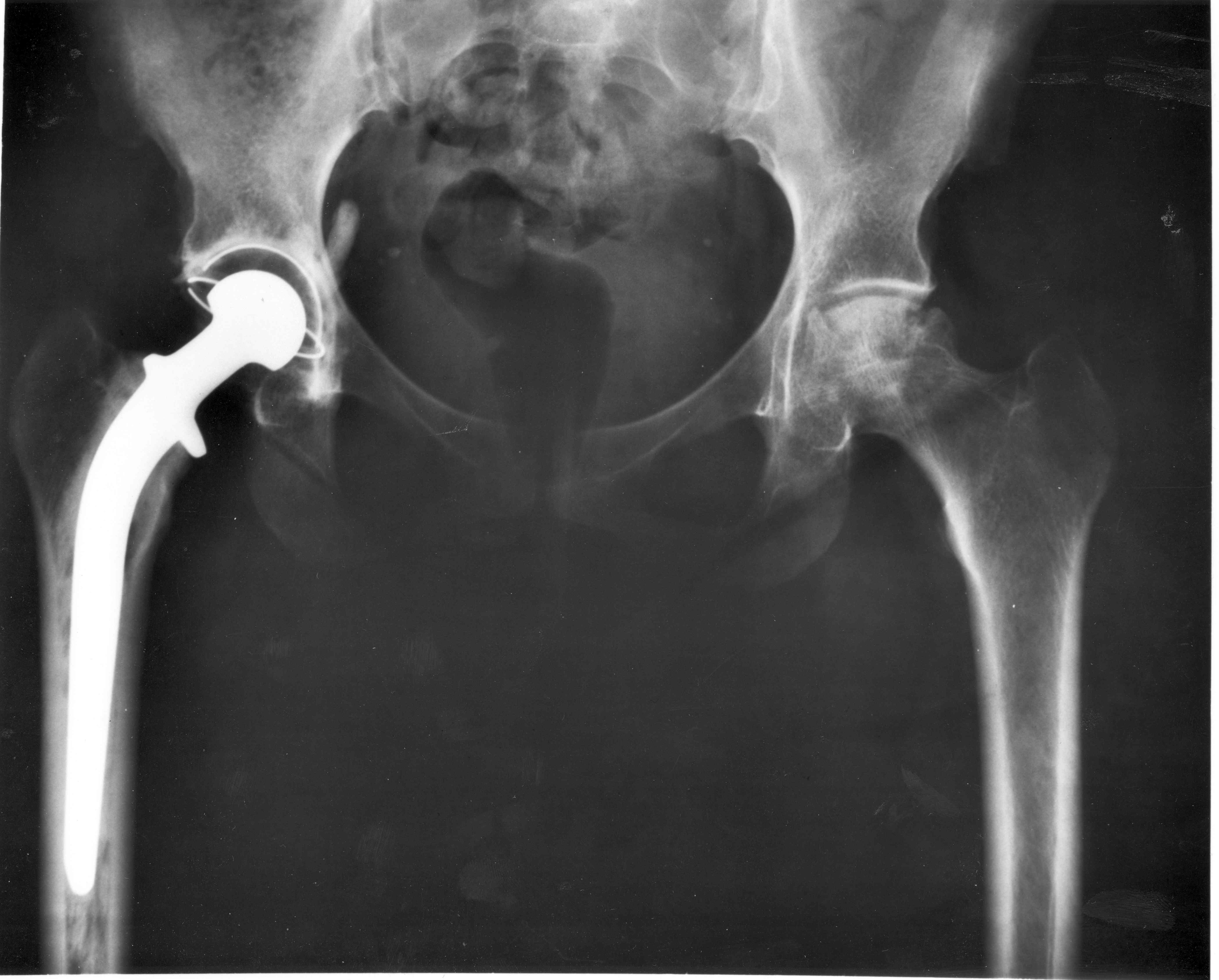
پروتز مفصل ران

۱.جایگزینی مفاصل
1. صفحات استخوانی
2. سیمان استخوانی
3. پروتز ایمپلنت دندانی
4. تاندون و رباط مصنوعی
5. پروتز رگ‌های خونی
6. دریچه قلب
7. دستگاه ترمیم پوست
8. مکانیسم دارو رسانی
9. ایمپلنت سینه
10. پیوند عروق

۱۲.بخیه‌های جراحی

۱۳. مواد پایدار
۱۴.استنت‌ها
1. مجراهای عصبی
2. پین و پیچ برای تثبیت شکستگی

۱۷. مش جراحی

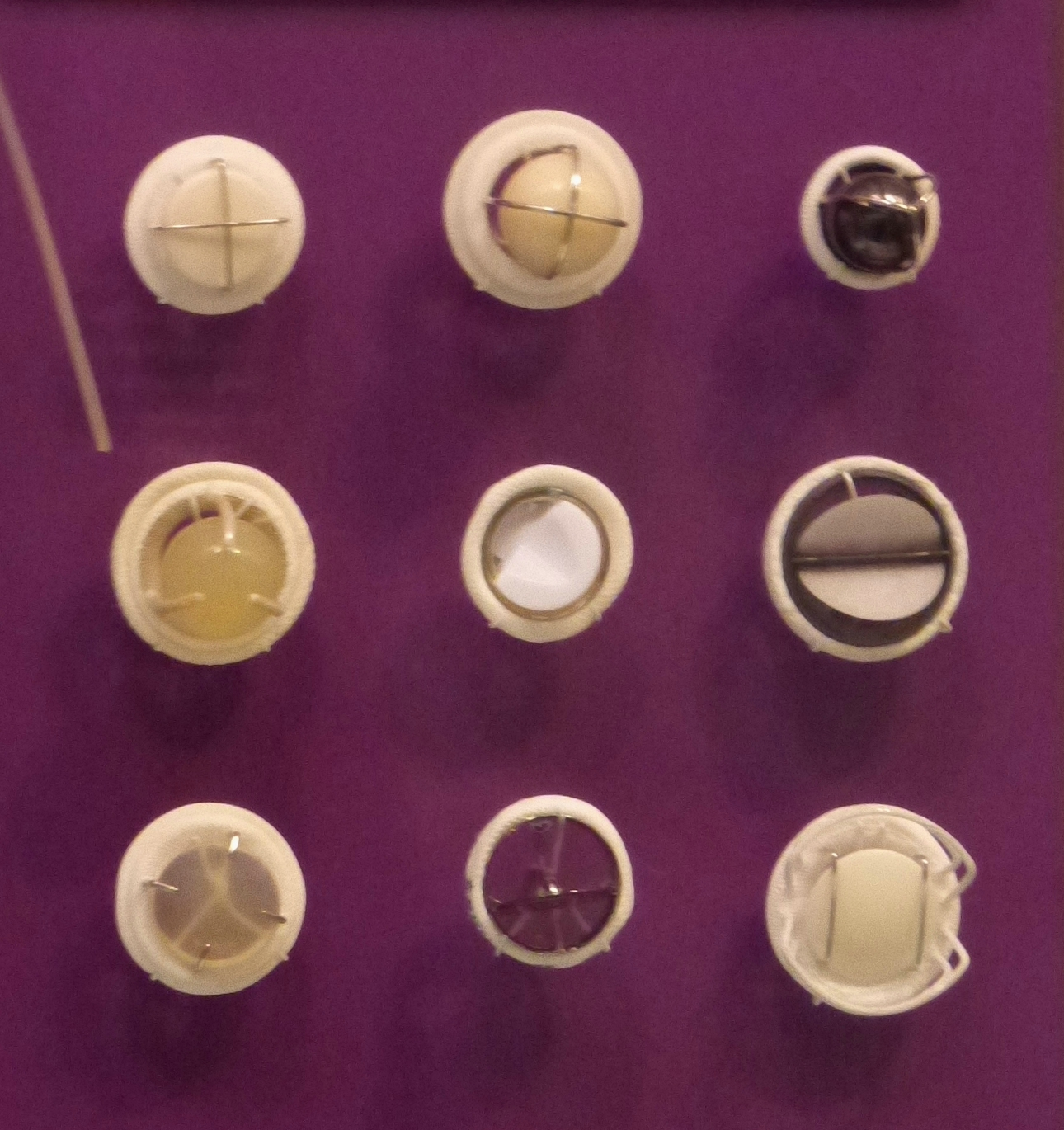
چند نوع دریچه قلبی مکانیکی

پروتزهایی که در بدن کاشته می‌شوند، بسته به نوع واکنش بدن، به ۴ نوع زیر تقسیم می‌شوند:
1. سمی:اگر ماده سمی باشد، بافت‌های اطراف آن از بین می‌روند.
2. خنثی:اگر ماده غیر سمی و از لحاظ بیولوژیکی غیرفعال باشد، بافت الیافی با ضخامت متغیر بین بافت پایه و پروتز تشکیل می‌شود.

از آنجایی که این بافت هیچ‌گونه پیوند فیزیکی-شیمیایی با اجزای مجاور ندارد، به راحتی حرکت کرده و سبب رها شدن پروتز می‌شود.
1. بیواکتیو:اگر ماده غیر سمی و از لحاظ بیولوژیکی فعال باشد، در سطح مشترک بافت پایه و پروتز پیوند تشکیل می‌شود.
2. قابل جذب:اگر ماده غیر سمی و قابل انحلال باشد، بافت‌های اطراف به تدریج جایگزین آن می‌شوند.[۲]

## سازگاری
سازگاری زیستی به رفتار زیست ماده‌ها در محیط‌های مختلف تحت شرایط فیزیکی و شیمیایی مختلف مربوط است. این جمله ممکن است به خواص ویژهٔ یک ماده اشاره کند. بدون مشخص کردن مکان یا طریقهٔ مورد استفاده قرار گرفتن آن ماده. برای مثال یک ماده ممکن است تحت شرایط متفاوت روی یک موجود زنده پاسخ‌های متفاوتی بدهد مثلاً واکنش ایمنی را برانگیخته کند یا نه
یا ممکن است با تیپ خاصی از سلول یا بافت ادغام بشود یا نشود.
نقطهٔ ابهام این جمله پیشرفت‌های مداوم نگرشی در چگونگی اثر متقابل زیست ماده‌ها با بدن انسان رو منعکس می‌کند و در نهایت اینکه این تقابل‌ها چگونه موفقیت بالینی تجهیزات پزشکی را معلوم می‌کنند مثل دستگاه تنظیم‌کنندهٔ ضربان قلب و دستگاه جایگزینی مفصل ران.
پروتز‌ها و دستگاه‌های جدید گاهی وقت‌ها از بیش از یک ماده تشکیل شدند، پس ممکن است همیشه برای صحبت راجع به سازگاری زیستی مواد خاص کافی نباشند.

## زیست بسپار (بیوپلیمر)
به پلیمرهایی که توسط موجودات زنده ساخته می‌شوند، بیوپلیمر گویند. سلولز و نشاسته، پروتئین و پپتید، و دنا و رنا همگی مثال‌هایی از بیوپلیمرهایی هستند که واحد مونومری آن‌ها به ترتیب عبارتند از شکر، آمینواسید و نوکلئوتید هستند. سلولز نه تنها متداول‌ترین پلیمر بلکه متداول‌ترین ترکیب ارگانیک بر روی زمین است. حدود ۳۳٪ کل گیاه سلولز است.